# ديفيد روبي
ديفيد روبي (بالإنجليزية: David Robbie)‏ (6 أكتوبر 1899 - 4 ديسمبر 1978) هو لاعب كرة قدم بريطاني (وحمل سابقاً جنسية المملكة المتحدة لبريطانيا العظمى وأيرلندا) في مركز الهجوم. لعب مع مانشستر يونايتد ونادي بوري.